# Памятный знак «Третьего эсфанада»
Памятный знак «Третьего эсфанада» — почесть Шаханшахского Государства Иран.

## История
22 февраля 1921 года, в разгар смуты и внешней интервенции, иранский офицер Реза Пехлеви с боями занял столицу Тегеран и был назначен Ахмад-шахом военным губернатором и главнокомандующим, а через некоторое время — военным министром. Именно это событие в истории страны послужило началом прихода к власти новой династии Пехлеви и свержения правящей династии Каджаров.
Памятный знак «Третьего эсфанада» был учреждён около 1927—1928 годов. Его название соотносится с персидским календарём и соответствует европейскому 22 февраля. Эта дата долгое время считалась и отмечалась как день рождения вооружённых сил Ирана.
Памятный знак вручался непосредственным участникам переворота и в наградной иерархии занимал очень высокое место, следуя сразу за орденом Короны.

## Описание

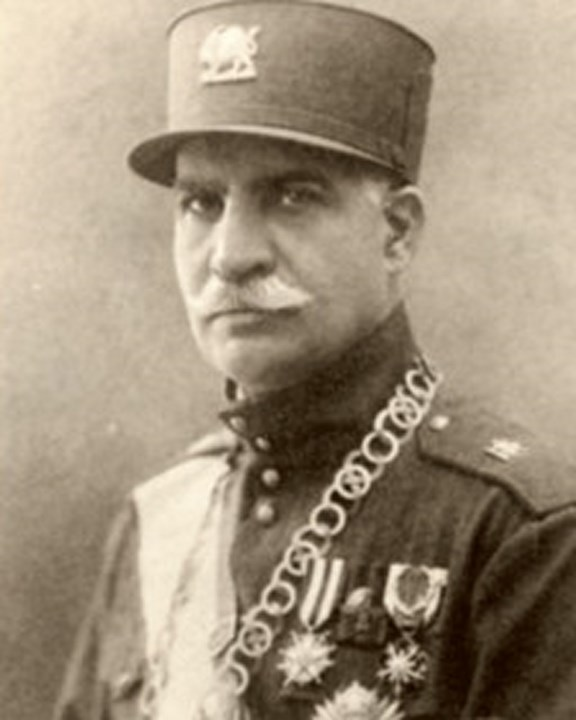
Фотография шаха Реза Пехлеви с памятным знаком «Третьего эсфанада» на груди, следующего сразу после ордена Зульфикара 3 степени и перед орденом Сепах

Памятный знак представляет из себя сложенную в вертикальный прямоугольник ленту чёрного цвета с тремя тонкими красными полосками — две по краям и одна в центре. На ленту прикреплена металлическая накладка в виде Фаравахара: крылатого солнца с человеческим божеством.